# Club Joventut Badalona
El Club Joventut Badalona, popularment conegut com a la Penya, és un club de bàsquet de la ciutat de Badalona i un dels equips amb més renom de Catalunya i d'Europa. Fundat l'any 1930, és membre fundador de l'ACB, i ha militat sempre a la primera divisió espanyola (ja fos a la Lliga espanyola de bàsquet des de 1957 o a la seva continuació, la Lliga ACB a partir de 1983).
L'any 1994 el Joventut es convertí en el primer equip català a guanyar la copa d'Europa de bàsquet (actual Eurolliga), essent aquest el més gran èxit esportiu de la història de l'equip badaloní. Ja anteriorment, el 1981, havia estat el primer equip català en aconseguir un títol europeu, la Copa Korac.
Al seu palmarès hi ha dues lligues espanyoles, dues lligues ACB, dotze lligues catalanes, dues copes Korac i una copa ULEB entre altres títols.
La filosofia de club és la de donar oportunitats als joves valors del planter, del qual han sorgit jugadors que han estat molt valorats internacionalment com ara Rudy Fernández, Ricky Rubio o més anteriorment Jordi Villacampa o els germans Rafael i Tomàs Jofresa. Fruit d'aquesta aposta pel planter, el club verd-i-negre ha disposat tradicionalment d'equips vinculats a les categories inferiors, com la Penya Margall, el mateix Sant Josep, o darrerament el Club Bàsquet Prat. L'equip pratenc ha estat lligat al Joventut durant vint anys, entre la temporada 2004-05 i la 2024-25, permetent que els jugadors anessin agafant experiència abans de fer el salt al primer equip. Des de l'estiu de 2025 disposarà d'un equip sub22 a la recentment creada Lliga U.
Des dels Jocs Olímpics de 1992 de Barcelona, l'equip juga els seus partits al Pavelló Olímpic de Badalona, amb una capacitat per a 12.500 espectadors.
L'any 2024 l'equip femení assoleix l'ascens a la Lliga Femenina Endesa, màxima categoria del bàsquet espanyol a la que no competia des dels anys 70.

## Símbols

### Nom
El club va ser fundat el 1930 amb el nom «Penya Spirit of Badalona», suggerit per Miquel Lloret i Subirana, en homenatge al Spirit of Saint Louis, el primer avió que creuà l'oceà Atlàntic en un vol en solitari i sense escales. Emulant Charles Lindbergh, la van anomenar d'aquesta manera amb l'objectiu que la nova penya volés el més alt possible. La denominació perdurà fins a l'any 1932, quan va adoptar el nom de «Centre Esportiu Badaloní», amb el qual es van registrar oficialment, canvi motivat per la voluntat de legalitzar l'associació i mig imposat pels organismes rectors de l'esport, que no acceptaven el nom primitiu. Després de la Guerra Civil espanyola la denominació del club va ser rebutjada pel Govern Civil, i es va haver d'adoptar el nom en castellà de «Club Juventud de Badalona», satisfent la censura franquista i, alhora, fonèticament es podia pronunciar fàcilment en català, tot i que popularment va continuar sent més conegut com «la Penya». No va ser fins a l'any 1977 que es va poder catalanitzar el nom, esdevenint definitiva la denominació Club Joventut Badalona.

### Colors
L'elecció dels colors del club va ser completament casual. Un mes després de constituir-se com a penya s'acordà formar un equip de futbol, i uns dies abans del partit Jaume Petit es va desplaçar a Barcelona per comprar les samarretes. Ho va fer a la botiga La Samaritana, situada al carrer del Carme, 41, que en aquell moment era la botiga més antiga d'articles esportius. No va ser fàcil trobar el material necessari per poder vestir l'equip sencer, i finalment va triar unes samarretes de color verd amb amples ratlles verticals de color negre. La compra, que vas ascendir a 18 pessetes, va suposar deixar la tresoreria del club exhaurida.
Diversos uniformes de la història del club:
| 1930 | 1950 | 1967 | 2003 | 2017 | 2018 | 2019 |

### Himne
El primer himne del club es va estrenar el 4 de maig de 1967, en la jornada d'homenatge al club campió de la lliga nacional 1966-67. L'himne era una sardana amb lletra de Josep Gual i Lloberes i música de Josep Maria Guillén. En aquella ocasió l'himne fou interpretat per l'Orfeó Badaloní i la Cobla Principal de Badalona. L'any 1988 es va estrenar el nou i actual himne de la Penya, obra de Chano Montes.

## Filosofia
El Club Joventut Badalona ha estat un dels clubs pioners en la introducció i desenvolupament del bàsquet a Catalunya, basant la seva política esportiva en el treball del planter. Gran part del modest pressupost de l'equip s'inverteix en els nombrosos equips base amb què compta que engloben joves talents d'un gran ventall d'edats i nacionalitats. La darrera gran fornada de jugadors verd-i-negres presentava, entre d'altres, Ricky Rubio, Rudy Fernández, Pau Ribas, Josep Franch, Henk Norel o, ja uns anys més enrere, Álex Mumbrú o Raül López. Tot i que molts d'aquests talents acaben abandonant el club provant sort a equips més grans i de més projecció en aquell moment, el primer equip de la Penya sempre presenta jugadors formats al planter. La presència, també, de jugadors externs més veterans aporta experiència i lideratge tant als joves com a l'equip en general.

## Història

### Primers anys
El Club Joventut Badalona va ser fundat el 30 de març de l'any 1930 per un grup de joves badalonins: Cuixart, Estruch, Massot, Lloret, Boada, Corominas, González i Grífol. En aquell moment el club s'anomenava Penya Spirit of Badalona, en homenatge a l'Spirit of Saint Louis, el primer avió que creuà l'oceà Atlàntic en un vol en solitari i sense escales.
Durant els anys 40 la Penya competia principalment al Campionat de Catalunya de bàsquet, on es va consolidar com un dels millors equips. A partir de la temporada 1945-46, la Federació Espanyola va organitzar els campionats d'Espanya, als quals hi tenien accés els dos millors equips del Campionat de Catalunya. Va poder alçar-se per primera vegada amb el títol del Campionat d'Espanya davant el Reial Madrid CF l'any 1948.

### Primeres lligues i participació a Europa
A principis dels 60 es va cobrir el pavelló de La Plana. La temporada 1966-67, amb l'arribada d'Alfonso Martínez, l'equip es va alçar per primer cop amb el títol de campió de lliga. Aquella temporada la Penya també va debutar en competició europea, disputant la Recopa d'Europa, en la qual va arribar fins a la 3a ronda. La següent temporada, gràcies al títol de lliga, va ser la primera en la qual el Joventut disputaria la Copa d'Europa, arribant a la lligueta de quarts de final.
L'any 1972 s'estrenava el Pavelló d'Ausiàs March, amb capacitat per a 5.000 espectadors. A la temporada 73-74 es va disputar per primera vegada la Copa Korac, de nova creació. A la 77-78 arribà Zoran Slavnic. La Penya va guanyar 49 partits seguits i va guanyar el títol de lliga espanyola per segona vegada a la història.

### Triomfant a Europa
A la temporada 80-81 el Joventut va guanyar el seu primer títol europeu, la Copa Korac, gràcies a una cistella de Joe Galvin que va valer una pròrroga, i que duria a la victòria davant el Carrera de Venècia. La Penya guanya la Copa Príncep d'Astúries dues temporades seguides: la 86-87 i la 87-88. A la temporada 89-90 arriba a la final de la Copa Korac i s'imposa al Scavolini de Pesaro, amb un gran partit de Montero i Villacampa, aixecant el 2n títol europeu de la seva història. Josep Maria Margall es va retirar i el club va retirar la samarreta verd-i-negra amb el número 7.

### El nou pavelló i la Copa d'Europa (1990-94)
A la temporada 90-91 va arribar l'entrenador Lolo Sainz i els jugadors nord-americans Corny Thompson i Harold Pressley. Aquestes incorporacions, juntament amb la base de jugadors de la casa, van formar un equip que va guanyar la primera Lliga ACB del club, contra el FC Barcelona. A la Lliga Europea es va arribar a la final d'Istanbul, on l'equip va caure davant el KK Partizan Belgrad per un triple de Aleksandar Djordjevic a l'últim segon.
L'any 1991 s'inaugurava el Pavelló Olímpic de Badalona, que seria la seu del Campionat de bàsquet dels Jocs Olímpics de Barcelona de 1992. Gràcies al nou pavelló el Joventut va assolir la xifra de 12.000 socis. Es va donar continuïtat a l'equip de la temporada passada i es va guanyar la segona Lliga ACB, aquesta vegada davant el Reial Madrid CF. A la temporada 1992-93 la Penya va quedar subcampiona de lliga i copa.
A la temporada 1993-94 es va assolir l'èxit més gran de la història del club i del bàsquet català. Després de caure a les semifinals de la lliga, l'equip entrenat per Zeljko Obradovic, i format per Villacampa, Rafael i Tomàs Jofresa, Corny Thompson, Ferran Martínez, Juanan Morales, Mike Smith, Jofre Lleal, Dani Pérez, Alfons Albert, Dani García i Iván Corrales va arribar a la Final Four de la Copa d'Europa a Tel-Aviv i va derrotar l'Olympiakos BC del Pireu a la final, alçant-se amb el títol de Campions d'Europa. La Penya es va convertir en el primer club català en aconseguir-ho.

### Primera crisi econòmica (1994-2003)
Després de l'èxit a l'Eurolliga el club va entrar en una crisi econòmica. Es va vendre el Pavelló d'Ausiàs March a l'Ajuntament de Badalona, salvant-lo de la desaparició. Es va desfer l'equip que havia guanyat els títols i les dues temporades següents van ser esportivament parlant molt discretes. El 1997, amb Genís Llamas a la presidència, Alfred Julbe com a entrenador, i amb una tripleta de bons americans: Turner, Toolson i Beard, es va guanyar la Copa del Rei i es va arribar a les semifinals de la lliga.
A la temporada 1997-98 es va produir la retirada de Jordi Villacampa i la seva samarreta amb el número 8. L'equip va arribar a la final de la Copa però va perdre davant el Pamesa de València, i a la lliga va caure a quarts de final. Les quatre temporades següents van ser esportivament molt dolentes. Durant aquests anys van sortir del planter dos jugadors de molt talent: Raül López, que més tard seria el primer jugador sortit del planter verd-i-negre en jugar a l'NBA, i Àlex Mumbrú. La temporada 2001-02 seria la darrera d'aquesta època en què l'equip no es va classificar pels playoffs, sent a més el primer amb el patrocini de DKV assegurances, que acompanyaria durant 10 anys el nom del club.

### L'era Aíto-Rudy (2003-08)
A la temporada 2003-04 Aíto torna a ser l'entrenador del Joventut, i el jove escorta del planter Rudy Fernández puja al primer equip. Seria la primera temporada de les cinc amb Aíto a la banqueta i Rudy a l'equip. La Penya es classificà per la Copa del Rei i contra tot pronòstic arribaria a la final, on va perdre davant el Tau de Vitòria. Als playoffs l'equip va caure a quarts de final.
A la temporada 2005-06 arribarien a l'equip Elmer Bennett i Lubos Barton, entre d'altres, i l'equip completaria una molt bona temporada en la que es va guanyar la FIBA Eurocup en la final a quatre a Kíev davant el BC Khimki i en que Rudy seria designat MVP. A la lliga va acabar en la 4a posició, i als play-offs es va caure a semifinals. Aquesta va ser també la temporada de debut de Ricky Rubio amb el primer equip, amb només 14 anys.

### Nova crisi econòmica (2008-actualitat)

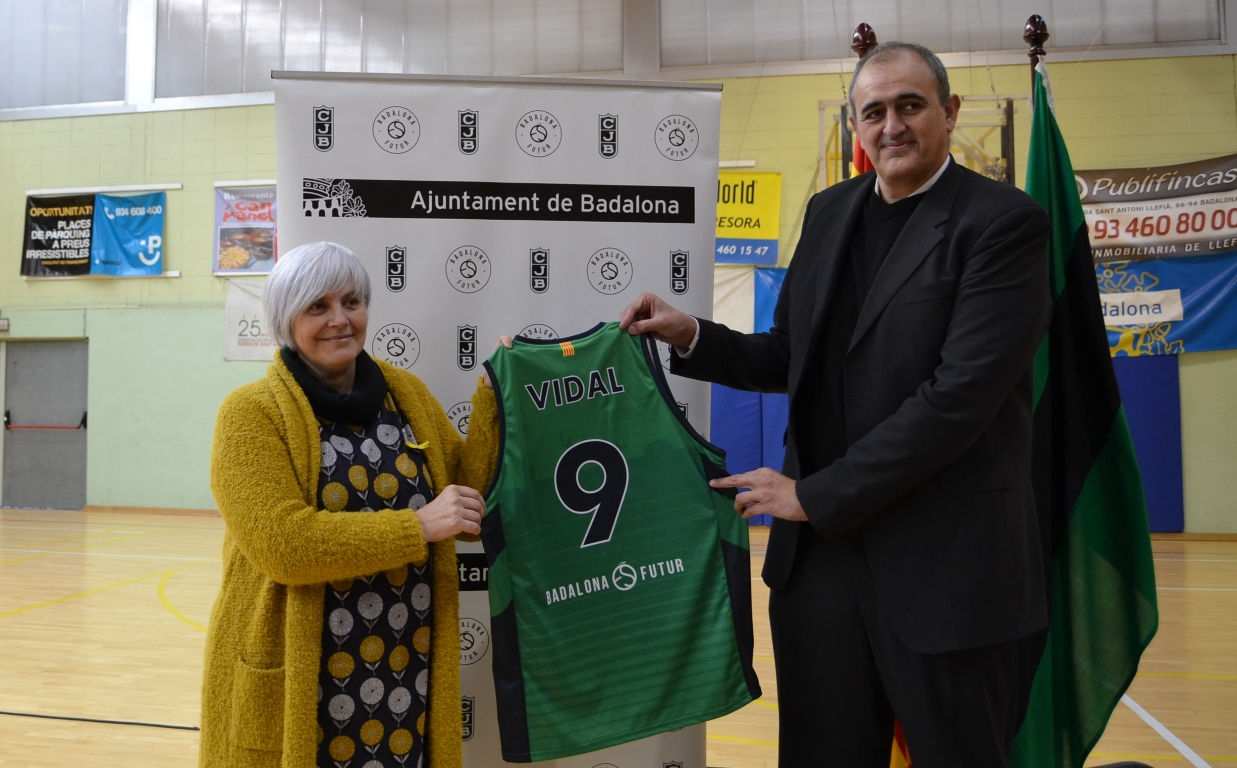
Escenificació de l'acord entre l'Ajuntament de Badalona i la Penya a final de l'any 2017

Els deutes del club, provocats per la crisi econòmica del 2008, van provocar que el club presentés concurs de creditors l'octubre de 2010. En conseqüència, les aspiracions per aconseguir títols es van reduir i l'equip s'acabà consolidant a la zona mitjana de la classificació. L'any 2012 el club va sortir del concurs de creditors.
En abril de 2017 Juanan Morales va ser nomenat president del club. Aquest mateix any el club signa un contracte amb l'Ajuntament de la ciutat en forma d'aliança, que havia de permetre solucionar el deute històric de la Penya. L'acord incloia la venda dels terrenys que posseïa el club a la zona esportiva de Mas Ram i la cancel·lació del deute que mantenia pel costós manteniment del pavelló olímpic. Poc temps després els interventors de l'ajuntament van decidir anul·lar tots els compromisos adquirits deixant sense abonar cap dels pagaments acordats amb el club i amb el club a un pas de la seva desaparició. Paral·lelament a la mala situació econòmica, l'equip tocava fons ocupant les places de descens directe a poques jornades de l'acabament de la temporada 2017-18. Un canvi a la banqueta, Carles Duran per Ocampo, i les incorporacions de Nico Laprovittola i Demitrius Conger, van aconseguir el miracle de la salvació.
En el mes d'agost de 2018 es va anunciar que Scranton Enterprises, vehicle inversor dels fundadors de la farmacèutica Grifols, es compromet a quedar-se, si és necessari, amb el 100% d'una ampliació de capital de gairebé 3,7 milions d'euros, fet que asseguraria definitivament la viabilitat del club a la lliga ACB. En el mes de setembre es va acordar per unanimitat de la junta d'accionistes l'ampliació de capital.

## Patrocinadors i noms comercials

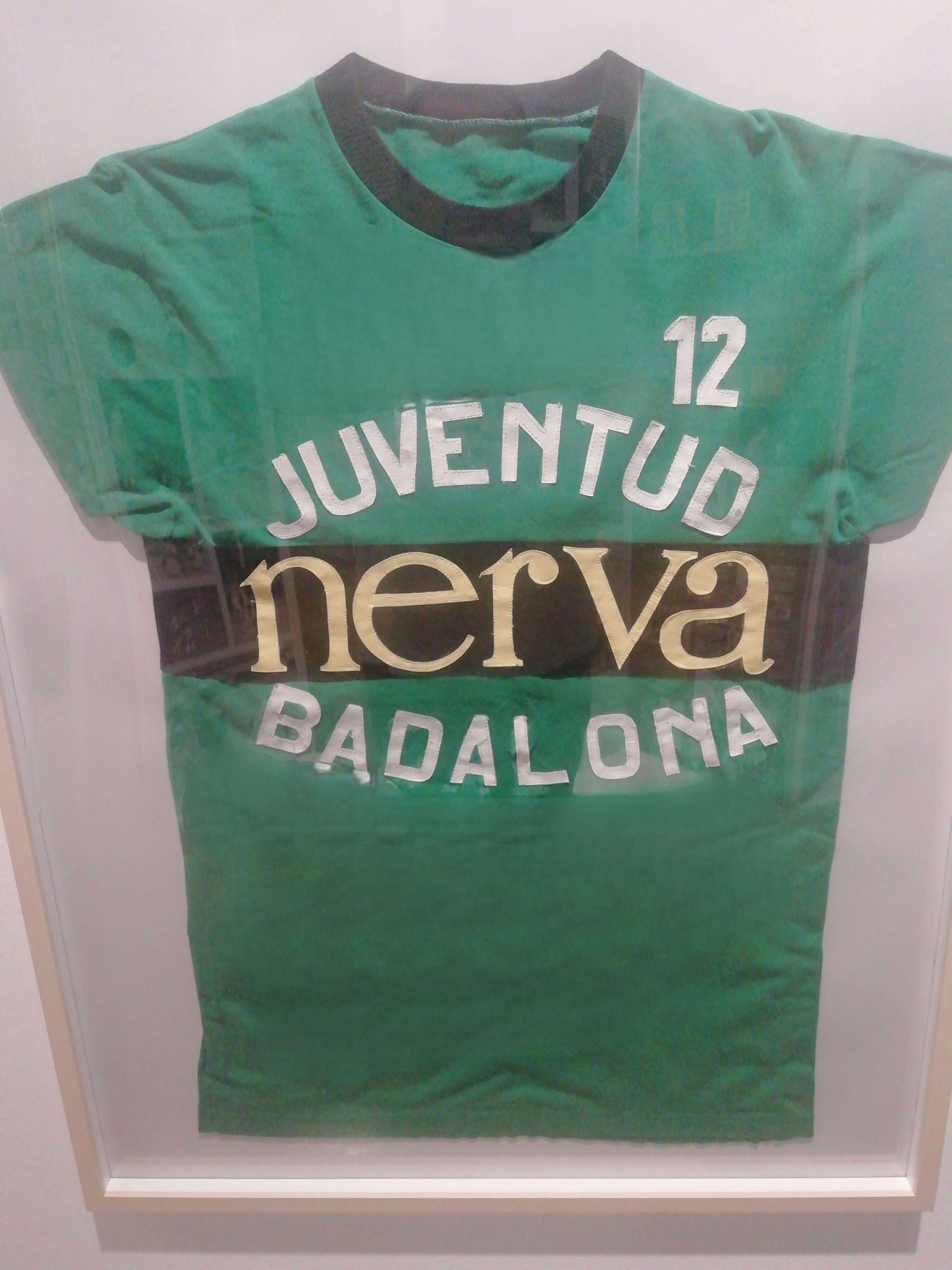
Samarreta del Joventut Nerva.

L'any 1964, quan l'equip montcadenc de l'Aismalíbar va desaparèixer, el Joventut va heretar el patrocini de «Fantasit», el nom d'unes plaques de material plàstic decoratiu de l'empresa Aismalíbar, convertint-se aquest en el primer patrocinador del club i posant per primera vegada publicitat a la samarreta. Aquell primer espònsor tan sols va durar una temporada, i les dues temporades següents va ser «Kalso» el patrocinador del club. El 1967 la Penya va començar a portar la publicitat de «Nerva», una important empresa de confecció tèxtil de l'època, i en seria el patrocinador principal durant quatre temporades. Les següents sis temporades, de 1971 a 1977, seria «Schweppes» el patrocinador de l'equip verd-i-negre.
La temporada 1977-78 començaria sense espònsor a la samarreta, per acabar lluint Pepsi al tram final de la competició, sense cap modificació al nom del club. El 1978 es signa un nou contracte amb «Freixenet», que lluirà el nom a la samarreta i al nom de l'equip durant tres temporades. L'any següent serà Sony la companyia que esponsoritzarà el Joventut, i a més Adidas s'encarrega de la confecció de les equipacions substituint la marca «Track» de Santillana, jugador que s'acabava de retirar del club verd-i-negre. Les dues temporades següents tindran patrocinadors diferents: Fichet (1982-83) i Massana (1983-84). El 1984 Ron Negrita es converteix en la primer marca que aconsegueix precedir el seu nom al del club, passant l'equip a ser conegut com «Ron Negrita Joventut». Després de tres temporades l'estiu de 1987 es signa amb «RAM» qui posarà el seu nom a la samarreta verd-i-negra. «Montigalà» i «Marbella» seran els dos noms que portarà el Joventut abans que el 1993 sigui 7up l'espònsor que, durant dos anys i una Lliga Europea inclosa, portarà l'equip de Badalona a la samarreta.
De 1996 a 1998 l'equip va lluir a la samarreta la marca Festina, després d'una temporada en la que no hi va haver cap espònsor.
En el mes de setembre de 1998 es signa un contracte per tres temporades amb Pinturas Bruguer, tot i que finalment només en serien dues les temporades que l'equip duria aquesta denominació. Després d'un any i tres mesos sense sense patrocinador principal, en el mes de gener de 2002 DKV Seguros i el Joventut signen un contracte de patrocini per quatre temporades. L'acord s'aniria renovant fins al 2011, convertint-se d'aquesta manera en el patrocinador més longeu de la història del club. Aquell mateix estiu es signa un acord de patrocini per tres temporades amb la Mútua d'Assegurances Generals FIATC.
L'any 2016, després de cinc temporades amb FIATC, la Penya presenta l'asseguradora Divina Pastora Seguros com a nou patrocinador.
En el mes de juliol de 2019 finalitza l'etapa de patrocini del club amb Divina Pastora Seguros i el nom oficial de l'equip torna a ser Club Joventut Badalona. Des de llavors la Penya no té cap espònsor principal que doni nom a l'equip, però sí que llueix a la samarreta publicitat de la Fundació Probitas, estretament lligada a Grifols, el nou mecenes verd-i-negre.
L'estiu de 2024 el Joventut signa amb Joma i deixa enrere la marca nord-americana Spalding, la qual havia vestit la Penya durant les darreres dotze temporades.
| Període   | Denominació               | Empresa subministradora de roba | Patrocinador principal | Altres patrocinadors                                          | Altres patrocinadors                                          |
| --------- | ------------------------- | ------------------------------- | ---------------------- | ------------------------------------------------------------- | ------------------------------------------------------------- |
| 1964-1965 | Juventud Fantasit         | —                               | Fantasit               | —                                                             | —                                                             |
| 1965-1966 | Juventud Kalso            | —                               | Kalso                  | —                                                             | —                                                             |
| 1966-1967 | Juventud Kalso            | —                               | Kalso                  | —                                                             | —                                                             |
| 1967-1968 | Juventud Nerva            | —                               | Nerva                  | —                                                             | —                                                             |
| 1968-1969 | Juventud Nerva            | —                               | Nerva                  | —                                                             | —                                                             |
| 1969-1970 | Juventud Nerva            | —                               | Nerva                  | —                                                             | —                                                             |
| 1970-1971 | Juventud Nerva            | —                               | Nerva                  | —                                                             | —                                                             |
| 1971-1972 | Juventud Schweppes        | —                               | Schweppes              | —                                                             | —                                                             |
| 1972-1973 | Juventud Schweppes        | —                               | Schweppes              | —                                                             | —                                                             |
| 1973-1974 | Juventud Schweppes        | —                               | Schweppes              | —                                                             | —                                                             |
| 1974-1975 | Juventud Schweppes        | —                               | Schweppes              | —                                                             | —                                                             |
| 1975-1976 | Juventud Schweppes        | —                               | Schweppes              | —                                                             | —                                                             |
| 1976-1977 | Juventud Schweppes        | —                               | Schweppes              | —                                                             | —                                                             |
| 1977-1978 | Club Joventut Badalona    | Santillana                      | Pepsi                  | —                                                             | —                                                             |
| 1978-1979 | Joventut Freixenet        | Track                           | Freixenet              | —                                                             | —                                                             |
| 1979-1980 | Joventut Freixenet        | Track                           | Freixenet              | —                                                             | —                                                             |
| 1980-1981 | Joventut Freixenet        | Track                           | Freixenet              | —                                                             | —                                                             |
| 1981-1982 | Joventut Sony             | Adidas                          | Sony                   | —                                                             | —                                                             |
| 1981-1982 | Joventut Sony             | Adidas                          | Pentax                 | —                                                             | —                                                             |
| 1982-1983 | Joventut Fichet           | Adidas                          | Fichet                 | —                                                             | —                                                             |
| 1983-1984 | Joventut Massana          | Adidas                          | Massana                | —                                                             | —                                                             |
| 1984-1985 | Ron Negrita Joventut      | Adidas                          | Ron Negrita            | —                                                             | —                                                             |
| 1985-1986 | Ron Negrita Joventut      | Adidas                          | Ron Negrita            | —                                                             | —                                                             |
| 1986-1987 | Ron Negrita Joventut      | i Adidas i Champion             | Ron Negrita            | —                                                             | —                                                             |
| 1987-1988 | RAM Joventut              | Champion                        | RAM                    | —                                                             | —                                                             |
| 1988-1989 | RAM Joventut              | Champion                        | RAM                    | —                                                             | —                                                             |
| 1989-1990 | RAM Joventut              | Adidas                          | RAM                    | —                                                             | —                                                             |
| 1990-1991 | Montigalà Joventut        | Adidas                          | Montigalà              | —                                                             | —                                                             |
| 1991-1992 | Montigalà Joventut        | John Smith                      | Montigalà              | —                                                             | —                                                             |
| 1992-1993 | Marbella Joventut         | John Smith                      | Marbella               | —                                                             | —                                                             |
| 1993-1994 | 7up Joventut              | John Smith                      | 7up                    | —                                                             | —                                                             |
| 1994-1995 | 7up Joventut              | John Smith                      | 7up                    | —                                                             | —                                                             |
| 1995-1996 | Joventut                  | John Smith                      | —                      | —                                                             | —                                                             |
| 1996-1997 | Festina Joventut          | i John Smith i Kelme            | Festina                | —                                                             | —                                                             |
| 1997-1998 | Festina Joventut          | Kelme                           | Festina                | —                                                             | —                                                             |
| 1998-1999 | Pinturas Bruguer Joventut | Kelme                           | Pinturas Bruguer       | —                                                             | —                                                             |
| 1999-2000 | Pinturas Bruguer Joventut | Kelme                           | Pinturas Bruguer       | —                                                             | —                                                             |
| 2000-2001 | Joventut                  | Champion                        | —                      | —                                                             | —                                                             |
| 2001-2002 | DKV Joventut              | Champion                        | DKV                    | —                                                             | —                                                             |
| 2002-2003 | DKV Joventut              | Champion                        | DKV                    | —                                                             | —                                                             |
| 2003-2004 | DKV Joventut              | Converse                        | DKV                    | —                                                             | —                                                             |
| 2004-2005 | DKV Joventut              | Converse                        | DKV                    | —                                                             | —                                                             |
| 2005-2006 | DKV Joventut              | Converse                        | DKV                    | —                                                             | —                                                             |
| 2006-2007 | DKV Joventut              | Reebok                          | DKV                    | Catalunya (davant, només Eurocup)                             | Catalunya (davant, només Eurocup)                             |
| 2007-2008 | DKV Joventut              | Reebok                          | DKV                    | Catalunya (davant, només Eurocup)                             | Catalunya (davant, només Eurocup)                             |
| 2008-2009 | DKV Joventut              | Reebok                          | DKV                    | —                                                             | —                                                             |
| 2009-2010 | DKV Joventut              | Reebok                          | DKV                    | —                                                             | —                                                             |
| 2010-2011 | DKV Joventut              | Li-Ning                         | DKV                    | —                                                             | —                                                             |
| 2011-2012 | FIATC Joventut            | Li-Ning                         | FIATC                  | —                                                             | —                                                             |
| 2012-2013 | FIATC Joventut            | Spalding                        | FIATC                  | —                                                             | —                                                             |
| 2013-2014 | FIATC Joventut            | Spalding                        | FIATC                  | —                                                             | —                                                             |
| 2014-2015 | FIATC Joventut            | Spalding                        | FIATC                  | —                                                             | —                                                             |
| 2015-2016 | FIATC Joventut            | Spalding                        | FIATC                  | —                                                             | —                                                             |
| 2016-2017 | Divina Seguros Joventut   | Spalding                        | Divina Seguros         | —                                                             | —                                                             |
| 2017-2018 | Divina Seguros Joventut   | Spalding                        | Divina Seguros         | Badalona és Futur (darrera)                                   | Badalona és Futur (darrera)                                   |
| 2018-2019 | Divina Seguros Joventut   | Spalding                        | Divina Seguros         | Badalona és Futur (darrera)                                   | Badalona és Futur (darrera)                                   |
| 2019-2020 | Joventut                  | Spalding                        | Fundación Probitas     | Badalona és Futur (darrera)                                   | Badalona és Futur (darrera)                                   |
| 2020-2021 | Joventut                  | Spalding                        | Fundación Probitas     | Badalona és Futur (darrera) BeCorp (darrera, només a la Copa) | Badalona és Futur (darrera) BeCorp (darrera, només a la Copa) |
| 2021-2022 | Joventut                  | Spalding                        | Fundación Probitas     | Badalona és Futur (darrera)                                   | Badalona és Futur (darrera)                                   |
| 2022-2023 | Joventut                  | Spalding                        | Fundación Probitas     | Badalona és Futur (darrera)                                   | Badalona és Futur (darrera)                                   |
| 2023-2024 | Joventut                  | Spalding                        | Fundación Probitas     | Badalona és Futur (samarreta, darrera)                        | vdf team (pantalons, darrera, només a la lliga)               |
| 2024-2025 | Joventut                  | Joma                            | Fundación Probitas     | City of Badalona (samarreta, darrera)                         | vdf team (pantalons, darrera, només a la lliga)               |

1. ↑  Només durant el tram final de la competició.
2. ↑  El 9 de setembre de 1981, en el partit homenatge a Santillana, el Joventut va dur Pentax a la samarreta.
3. ↑  Es canvia de marca a meitat de temporada.
4. ↑  Es canvia de marca a meitat de temporada.
5. ↑  El 21 d'abril de 2024 l'equip torna a lluir la samarreta amb 7up per celebrar el 30è aniversari de la consecució de la Lliga Europea de 1994.
6. ↑  Durant la pretemporada disputa dos partits a la Xina i llueix Grifols a la samarreta.
7. ↑  A la Copa llueix «J&C prime brands» a la samarreta, en lloc de Probitas.
8. ↑  A partir de gener de 2025. Fins al mes de desembre encar duu «Badaloa és Futur».

## Camps
Els primers anys de vida del club no va tenir camp estable, la Penya va voltar per diversos terrenys. Segons les memòries de Joaquim Massot, un dels fundadors de l'entitat, els camps van estar situats al carrer del Indústria (1930); al barri d'Artigues (1932), molt efímer amb l'anècdota que un bon dia va ser convertit en camp de conreu; dos al carrer del Manresà, un a la banda del barri de les Mallorquines de Montgat (1933) i l'altre al Manresà de Badalona (1934); a la riera de Canyet, en un terreny pertanyent al centre parroquial de l'antiga església del Sant Crist (1935), al carrer de la Costa (1936); al carrer d'Iris (1937); a la finca de Ca l'Arnús, que havia esdevingut parc municipal; al passatge d'en Viñas (1939), i durant un any al pati del Col·legi Nen Jesús de Praga (1843).
Va ser el 1944, durant la postguerra, que el club va disposar d'un espai estable, un terreny que tenia en préstec al carrer de Latrilla. Finalment, el 1948 l'equip es va traslladar a una pista situada a la plaça de la Plana, on el 1962 va poder disposar per primera vegada d'un pavelló cobert i ben equipat. Després de deu anys, gràcies a l'èxit i creixement assolits, el club va estrenar un altre pavelló al carrer d'Ausiàs March, on va romandre fins que es va traslladar al Palau Municipal d'Esports, que va ser construït per acollir les competicions de bàsquet dels Jocs Olímpics de Barcelona de 1992, que van tenir seu a Badalona per la tradició del bàsquet local.

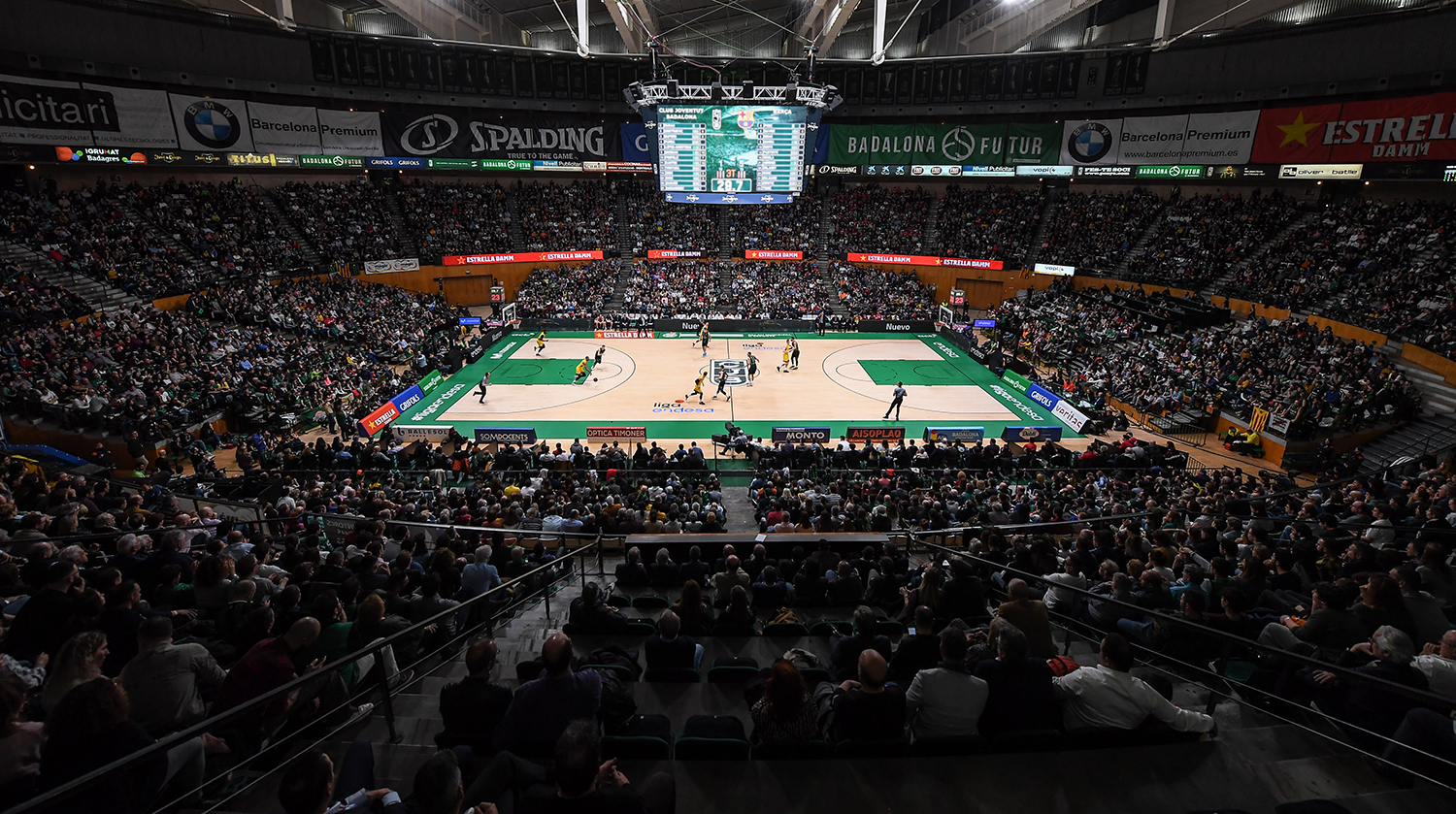
Aspecte del Pavelló Olímpic de Badalona el 2020.

## Penya i NBA
El planter verd-i-negre, tot i el seu prestigi, fins fa uns anys no havia format a cap jugador que hagués jugat, posteriorment, a la lliga americana NBA. Actualment són vuit els jugadors formats al planter de la Penya que han estat escollits al Draft de l'NBA:
- José Antonio Montero va ser escollit en el draft del 1987, en el lloc 113 per Atlanta Hawks, tot i que va prosseguir la seva carrera esportiva a Europa.
- Raül López va ser escollit en el draft del 2001, en el lloc 24 de la primera ronda per Utah Jazz. Va jugar una temporada al Reial Madrid abans de fer el salt a l'NBA. El primer any no hi va debutar per una lesió. Un any després va debutar amb l'equip de Salt Lake City, on va estar-s'hi fins a l'any 2005.
- Albert Miralles Berge va ser escollit en el draft del 2004 en segona ronda pels Toronto Raptors que després l'enviaren als Miami Heat. Va continuar la seva carrera a Europa.[48]
- Rudy Fernández va ser escollit en el draft del 2007, en el lloc 24 de la primera ronda per Phoenix Suns, que va traspassar-lo immediatament a Portland Trail Blazers, equip al qual es va incorporar el 2008 i on va jugar fins al 2011.
- Christian Eyenga va ser escollit en el draft del 2009, en el lloc 30 de la primera ronda per Cleveland Cavaliers. Tot i que va disputar l'NBA Summer League aquell mateix any, va jugar la temporada 2009-2010 al Joventut, i l'any següent va debutar als Cleveland Cavaliers.
- Ricky Rubio va ser escollit en el draft del 2009, en el cinquè lloc de la primera ronda per Minnesota Timberwolves. Va jugar dues temporades a la Secció de bàsquet del Futbol Club Barcelona i l'any 2011 va marxar cap a Minneapolis on, passat el lock-out, pogué debutar.
- Henk Norel va ser escollit en el draft del 2009, en el lloc 47 per Minnesota Timberwolves, però va continuar la seva carrera al Club Joventut Badalona.
- Marko Todorovic va ser escollit en el draft del 2013, en el lloc 45 per Portland Trail Blazers.[49]

## Derbis badalonins a Lliga Nacional (actual ACB)
- 1968-69 contra el CB Sant Josep (86-71)
- 1968-69 contra el CB Sant Josep (72-62)
- 1969-70 contra el CB Sant Josep (79-77)
- 1969-70 contra el CB Sant Josep (80-64)
- 1970-71 contra el CB Sant Josep (87-67)
- 1970-71 contra el CB Sant Josep (65-46)
- 1971-72 contra el CB Sant Josep (70-43)
- 1971-72 contra el CB Sant Josep (82-50)
- 1971-72 contra el CB Sant Josep (72-59)*
- 1971-72 contra el CB Sant Josep (63-59)*
- 1972-73 contra el CB Sant Josep (74-53)
- 1972-73 contra el CB Sant Josep (85-69)
- 1973-74 contra el Círcol Catòlic (92-52)
- 1973-74 contra el Círcol Catòlic (103-57)
- 1973-74 contra el CB Sant Josep (104-63)
- 1973-74 contra el CB Sant Josep (80-62)
- 1974-75 contra el Círcol Catòlic (95-83)
- 1974-75 contra el Círcol Catòlic (76-63)
- 1975-76 contra el Círcol Catòlic (85-71)
- 1975-76 contra el Círcol Catòlic (79-70)
- 1975-76 contra el Círcol Catòlic (82-86)
- 1975-76 contra el Círcol Catòlic (82-77)
- 1976-77 contra el Círcol Catòlic (105-77)
- 1976-77 contra el Círcol Catòlic (95-75)
- 1976-77 contra el Círcol Catòlic (93-69)
- 1976-77 contra el Círcol Catòlic (69-81)
- 1977-78 contra el Círcol Catòlic (99-88)
- 1977-78 contra el Círcol Catòlic (101-89)
- 1978-79 contra el Círcol Catòlic (85-90)
- 1978-79 contra el Círcol Catòlic (105-93)
- 1979-80 contra el Círcol Catòlic (90-82)
- 1979-80 contra el Círcol Catòlic (67-71)
- 1979-80 contra el Círcol Catòlic (91-79)
- 1979-80 contra el Círcol Catòlic (77-86)
- 1980-81 contra el Círcol Catòlic (85-86)
- 1980-81 contra el Círcol Catòlic (77-99)
- 1981-82 contra el Círcol Catòlic (86-89)
- 1981-82 contra el Círcol Catòlic (88-81)
- 1982-83 contra el Círcol Catòlic (97-83)
- 1982-83 contra el Círcol Catòlic (74-86)

Balanç = 40 derbis.
- 17 victòries i 9 derrotes contra el Círcol Catòlic (Cotonificio)
- 14 victòries i cap derrota contra el CB Sant Josep (Irpen).

## Seccions

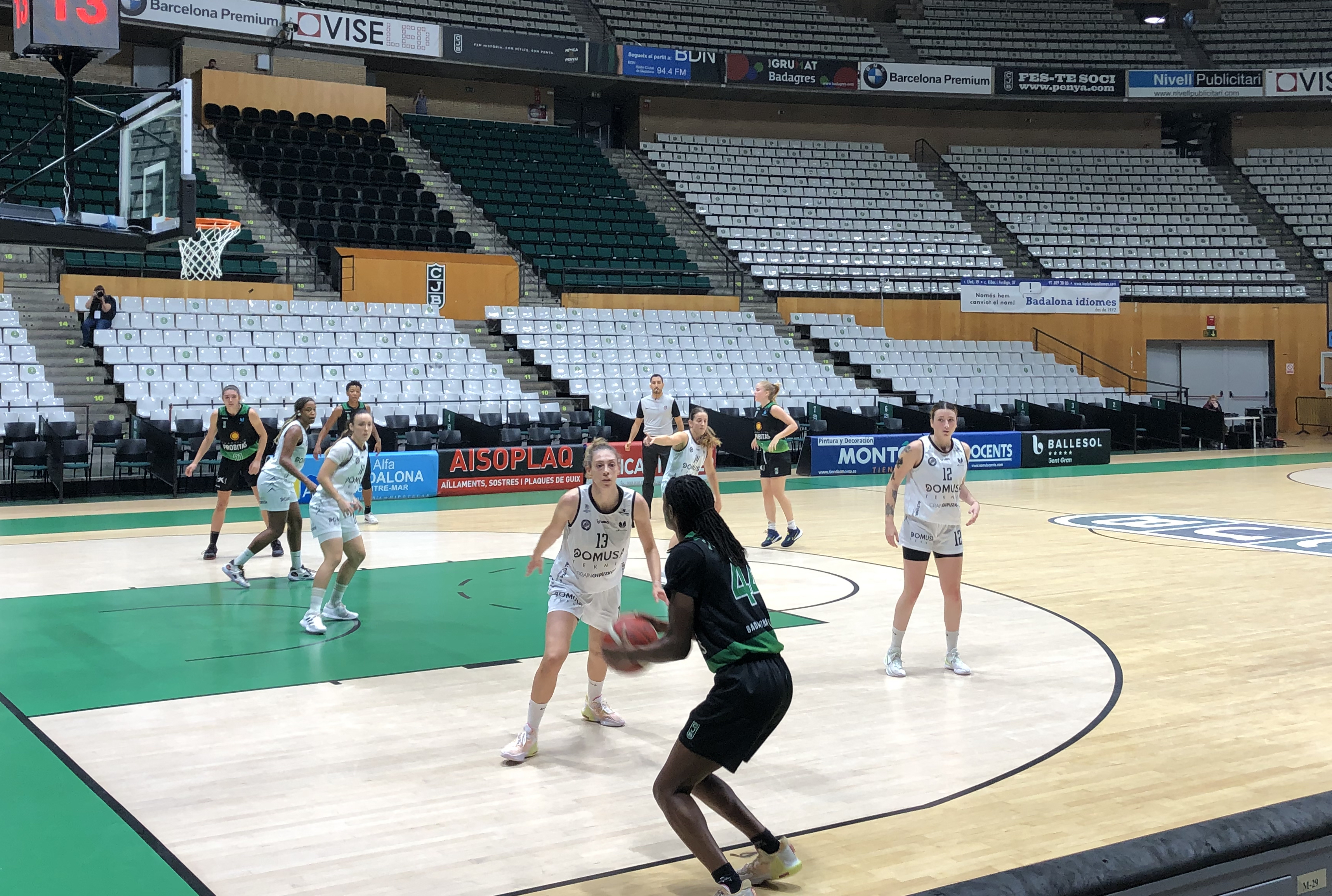
L'equip femení del Joventut en un partit de Lliga

El Joventut ha tingut diferents seccions esportives al llarg de la seva història. En els inicis de l'entitat, els primers partits dels verd-i-negres van ser de futbol. Al llarg de tota la seva història, també hi ha hagut equips de tennis taula, boxa, handbol o hoquei sobre patins, entre d'altres. En alguns esport com en el voleibol, el Joventut va arribar a tenir equip a Divisió d'Honor.

### Bàsquet femení
La secció de bàsquet femení va començar a disputar partits oficials als anys 40, però no va ser fins als 50, gràcies a l'impuls de Pere Gol, que va començar a competir de manera regular. Des de l'any 1971, any en què es va perdre la categoria, l'equip va arribar diverses vegades a la Primera Divisió, categoria en la que no es va poder mantenir per la falta de recursos econòmics.
L'any 2024 l'equip assoleix novament l'ascens a la Lliga Femenina Endesa després de quatre temporades a la segona categoria del bàsquet nacional.

### Cadira de rodes
La Penya també disposa d'una secció de bàsquet en cadira de rodes que competeix a la màxima categoria. Es va crear el juny del 2001, després que el club arribés a un acord d'adscripció amb l'equip de l'associació Grup d'Amics Minusvàlids de Badalona (GAM), que competia des de 1992. El GAM Joventut es va mantenir a l'elit durant una dècada, disputant la Divisió d'Honor, màxima categoria de la lliga espanyola. El 2004 i 2005 va aconseguir la classificació per a la Copa del Rei, i va ser tres vegades campió de la Lliga Catalana, entre el 2008 i el 2011. En no poder fer front al cost dels desplaçaments, a causa de la falta de patrocinadors, en finalitzar la temporada 2011/12 va haver de renunciar a la Divisió Honor. Les tres següents temporades l'equip es va mantenir actiu competint a la Lliga Catalana.
Gràcies a la Fundació del club, la temporada 2013-14 l'equip torna a competir a nivell estatal, ja amb el nom Joventut BCR, disputant la Primera Divisió. Des de la temporada 2022-23 l'equip disputa la Divisió d'Honor, la màxima categoria del Bàsquet en Cadira de Rodes, i rep l'esponsorització dels laboratoris Menarini i juga els seus partits com a «Menarini Joventut».

## Palmarès
Àmbit europeu:
- Copa d'Europa: 1994
- Copes Korac: 1981 i 1990
- Copa ULEB: 2008
- FIBA EuroCup: 2006

Àmbit espanyol:
- Lligues espanyoles: 1967, 1978, 1991 i 1992
- Copes del Rei: 1948, 1953, 1955, 1958, 1969, 1976, 1997 i 2008
- Copes Príncep d'Astúries: 1986/87, 1988/89 i 1990/91
- Supercopes d'Espanya: 1985-86 i 1986-87

Àmbit català:
- Campionats de Catalunya de bàsquet: 1949, 1952, 1953, 1954 i 1957
- Lligues Catalanes: 1986, 1987, 1988, 1990, 1991, 1992, 1994, 1998, 2005, 2007 i 2008
- Copa Hernán: 1944, 1949, 1950 i 1951
- Trofeu Joan Antoni Samaranch: 1953-54, 1954-55, 1956-57, 1957-58, 1959-60, 1961-62, 1964-65, 1965-66, 1966-67
- Trofeu Vicente Bosch: 1948, 1950, 1951, 1952, 1953
- Copa Barcelona-Trofeu General Orgaz: 1949-50, 1950-51, 1951-52

## Temporades
| Temp.   | Lliga | Lliga      | Lliga | Lliga         | Lliga         | Lliga    | Lliga                          | Copa              | Competició Europea | Competició Europea | Competició Europea   | Altres | Altres | Altres |
| Temp.   | N     | Lliga      | Pos.  | Lliga Regular | Lliga Regular | Play-Off | Play-Off                       | Copa              | Competició Europea | Competició Europea | Competició Europea   | Altres | Altres | Altres |
| Temp.   | N     | Lliga      | Pos.  | Pos.          | V-D           | V-D      | Play-Off                       | Copa              | N                  | Competició         | Resultat             | SCA    | CPA    | LC     |
| ------- | ----- | ---------- | ----- | ------------- | ------------- | -------- | ------------------------------ | ----------------- | ------------------ | ------------------ | -------------------- | ------ | ------ | ------ |
| 1956-57 | 1     | 1a Divisió | 6     |               | 2-8           |          |                                |                   |                    |                    |                      |        |        | 1r     |
| 1957-58 | 1     | 1a Divisió | 2     |               | 14-1-3        |          |                                | Campió            |                    |                    |                      |        |        |        |
| 1958-59 | 1     | 1a Divisió | 3     |               | 17-5          |          |                                | Fase de grups     |                    |                    |                      |        |        |        |
| 1959-60 | 1     | 1a Divisió | 2     |               | 16-1-5        |          |                                | Semifinals        |                    |                    |                      |        |        |        |
| 1960-61 | 1     | 1a Divisió | 4     |               | 14-8          |          |                                | Segona ronda (QF) |                    |                    |                      |        |        |        |
| 1961-62 | 1     | 1a Divisió | 2     |               | 13-5          |          |                                | Quarts de final   |                    |                    |                      |        |        |        |
| 1962-63 | 1     | 1a Divisió | 3     | 2 (grup B)    | 6-4           | 3-3      | fase final                     |                   |                    |                    |                      |        |        |        |
| 1963-64 | 1     | 1a Divisió | 3     | 3 (grup B)    | 7-5           | 6-4      | fase final                     |                   |                    |                    |                      |        |        |        |
| 1964-65 | 1     | 1a Divisió | 3     |               | 8-6           |          |                                | Tercer            |                    |                    |                      |        |        |        |
| 1965-66 | 1     | 1a Divisió | 4     |               | 10-8          |          |                                | Finalista         |                    |                    |                      |        |        |        |
| 1966-67 | 1     | 1a Divisió | 1     |               | 18-2          |          |                                | Tercer            | 2                  | Recopa             | Quarts de final      |        |        |        |
| 1967-68 | 1     | 1a Divisió | 3     |               | 16-4          |          |                                | Finalista         | 1                  | Copa d'Europa      | Fase de grups        |        |        |        |
| 1968-69 | 1     | 1a Divisió | 2     |               | 15-3-4        |          |                                | Campió            |                    |                    |                      |        |        |        |
| 1969-70 | 1     | 1a Divisió | 3     |               | 17-1-4        |          |                                | Finalista         | 2                  | Recopa             | Quarts de final      |        |        |        |
| 1970-71 | 1     | 1a Divisió | 2     |               | 21-1          |          |                                | Finalista         | 2                  | Recopa             | Semifinals           |        |        |        |
| 1971-72 | 1     | 1a Divisió | 3     |               | 17-5          |          |                                | Finalista         | 2                  | Recopa             | Semifinals           |        |        |        |
| 1972-73 | 1     | 1a Divisió | 2     |               | 25-2-3        |          |                                | Semifinals        | 3                  | Copa Korac         | Semifinals           |        |        |        |
| 1973-74 | 1     | 1a Divisió | 3     |               | 22-1-5        |          |                                | Finalista         | 3                  | Copa Korac         | Fase de grups        |        |        |        |
| 1974-75 | 1     | 1a Divisió | 3     |               | 16-1-5        |          |                                | Quarts de final   | 2                  | Recopa             | Fase de grups        |        |        |        |
| 1975-76 | 1     | 1a Divisió | 3     | 3             | 15-7          | 5-5      | fase final                     | Campió            | 3                  | Copa Korac         | Semifinals           |        |        |        |
| 1976-77 | 1     | 1a Divisió | 3     |               | 15-1-6        |          |                                | Semifinals        | 2                  | Recopa             | Semifinals           |        |        |        |
| 1977-78 | 1     | 1a Divisió | 1     |               | 20-2          |          |                                | Semifinals        | 3                  | Copa Korac         | Semifinals           |        |        |        |
| 1978-79 | 1     | 1a Divisió | 3     |               | 16-2-4        |          |                                | Quarts de final   | 1                  | Copa d'Europa      | Cinquè               |        |        |        |
| 1979-80 | 1     | 1a Divisió | 3     |               | 15-7          |          |                                | Semifinals        | 3                  | Copa Korac         | Quarts de final      |        |        |        |
| 1980-81 | 1     | 1a Divisió | 5     |               | 16-1-9        |          |                                | Semifinals        | 3                  | Copa Korac         | Campió               |        |        | 4t     |
| 1981-82 | 1     | 1a Divisió | 5     |               | 15-11         |          |                                | Quarts de final   | 3                  | Copa Korac         | Quarts de final      |        |        | F      |
| 1982-83 | 1     | 1a Divisió | 7     |               | 14-1-11       |          |                                | Quarts de final   | 3                  | Copa Korac         | Quarts de final      |        |        | F      |
| 1983-84 | 1     | ACB        | 3     | 5 (A-1)       | 20-8          | 4-3      | SF                             | Quart             |                    |                    |                      |        |        | FG     |
| 1984-85 | 1     | ACB        | 2     | 3 (A-1)       | 21-7          | 5-4      | F                              | Finalista         |                    |                    |                      |        |        | F      |
| 1985-86 | 1     | ACB        | 3     | 3 (A-1)       | 22-6          | 3-2      | SF                             | Finalista         | 2                  | Recopa             | Semifinals           | C      |        | F      |
| 1986-87 | 1     | ACB        | 2     | 2 (A-1)       | 23-5          | 6-3      | F                              | Finalista         | 2                  | Recopa             | Quarts de final      | C      | C      | C      |
| 1987-88 | 1     | ACB        | 4     | 4 (A-1)       | 17-11         | 4-3      | SF                             | Semifinals        | 2                  | Recopa             | Finalista            | F      | SF     | C      |
| 1988-89 | 1     | ACB        | 3     | 3 (grup I)    | 23-13         | 3-3      | SF                             | Semifinals        | 3                  | Copa Korac         | Quarts de final      |        | C      | C      |
| 1989-90 | 1     | ACB        | 2     | 3 (grup I)    | 24-12         | 5-3      | F                              | Finalista         | 3                  | Copa Korac         | Campió               |        |        | FG     |
| 1990-91 | 1     | ACB        | 1     | 1             | 30-4          | 10-2     | C                              | Tercer            | 3                  | Copa Korac         | Semifinals           |        | C      | C      |
| 1991-92 | 1     | ACB        | 1     | 1             | 26-8          | 10-4     | C                              | Tercer            | 1                  | Lliga Europea      | Finalista            |        |        | C      |
| 1992-93 | 1     | ACB        | 2     | 2             | 24-7          | 9-7      | F                              | Quarts de final   | 1                  | Lliga Europea      | Fase de grups        |        |        | C      |
| 1993-94 | 1     | ACB        | 3     | 4             | 18-10         | 6-4      | SF                             | Quarts de final   | 1                  | Lliga Europea      | Campió               |        |        | F      |
| 1994-95 | 1     | ACB        | 14    | 14            | 17-21         |          |                                | Quarts de final   | 1                  | Lliga Europea      | Fase de grups        |        |        | C      |
| 1995-96 | 1     | ACB        | 13    | 13            | 17-21         |          |                                |                   |                    |                    |                      |        |        | F      |
| 1996-97 | 1     | ACB        | 4     | 4             | 21-13         | 3-4      | SF                             | Campió            |                    |                    |                      |        |        | SF     |
| 1997-98 | 1     | ACB        | 6     | 4             | 24-10         | 1-3      | QF                             | Finalista         | 2                  | Copa d'Europa      | Vuitens de final     |        |        | F      |
| 1998-99 | 1     | ACB        | 10    | 10            | 18-16         |          |                                | Quarts de final   | 2                  | Copa Saporta       | Quarts de final      |        |        | C      |
| 1999-00 | 1     | ACB        | 11    | 11            | 16-18         |          |                                |                   |                    |                    |                      |        |        | F      |
| 2000-01 | 1     | ACB        | 14    | 14            | 11-23         |          |                                |                   |                    |                    |                      |        |        | SF     |
| 2001-02 | 1     | ACB        | 9     | 9             | 18-16         |          |                                | Quarts de final   |                    |                    |                      |        |        | F      |
| 2002-03 | 1     | ACB        | 7     | 7             | 18-16         | 0-3      | QF                             | Quarts de final   | 2                  | Copa ULEB          | Semifinals           |        |        | SF     |
| 2003-04 | 1     | ACB        | 8     | 8             | 16-18         | 0-3      | QF                             | Finalista         | 2                  | Copa ULEB          | Quarts de final      |        |        | SF     |
| 2004-05 | 1     | ACB        | 7     | 7             | 20-14         | 1-3      | QF                             |                   | 2                  | Copa ULEB          | Vuitens de final     |        |        | SF     |
| 2005-06 | 1     | ACB        | 4     | 4             | 23-11         | 5-3      | SF                             | Quarts de final   | 3                  | FIBA Eurocup       | Campió               |        |        | C      |
| 2006-07 | 1     | ACB        | 4     | 3             | 23-11         | 5-5      | SF                             | Semifinals        | 1                  | Eurolliga          | Segona fase de grups | SF     |        | SF     |
| 2007-08 | 1     | ACB        | 3     | 2             | 25-9          | 2-3      | SF                             | Campió            | 2                  | Copa ULEB          | Campió               |        |        | C      |
| 2008-09 | 1     | ACB        | 5     | 5             | 22-10         | 1-2      | QF                             | Quarts de final   | 1                  | Eurolliga          | Fase de grups        | SF     |        | C      |
| 2009-10 | 1     | ACB        | 11    | 11            | 15-19         |          |                                | Quarts de final   | 2                  | Eurocup            | Segona fase de grups |        |        | F      |
| 2010-11 | 1     | ACB        | 13    | 13            | 14-20         |          |                                | Quarts de final   |                    |                    |                      |        |        | F      |
| 2011-12 | 1     | ACB        | 11    | 11            | 16-18         |          |                                |                   |                    |                    |                      |        |        | F      |
| 2012-13 | 1     | ACB        | 11    | 11            | 16-18         |          |                                |                   |                    |                    |                      |        |        | F      |
| 2013-14 | 1     | ACB        | 9     | 9             | 16-18         |          |                                |                   |                    |                    |                      |        |        | F      |
| 2014-15 | 1     | ACB        | 7     | 7             | 19-15         | 0-2      | QF                             | Semifinals        |                    |                    |                      |        |        | SF     |
| 2015-16 | 1     | ACB        | 13    | 13            | 13-21         |          |                                |                   |                    |                    |                      |        |        | SF     |
| 2016-17 | 1     | ACB        | 14    | 14            | 11-21         |          |                                |                   |                    |                    |                      |        |        | SF     |
| 2017-18 | 1     | ACB        | 15    | 15            | 12-22         |          |                                |                   | 3                  | Champions League   | Segona Ronda         |        |        | 3r     |
| 2018-19 | 1     | ACB        | 7     | 7             | 18-16         | 0-2      | Quarts de final                | Semifinals        |                    |                    |                      |        |        | SF     |
| 2019-20 | 1     | ACB        | 12    | 12            | 9-14          | 2-3      | 5ens Grup A (Fase excepcional) |                   | 2                  | Eurocup Basketball | TOP 16               |        |        | 3r     |
| 2020-21 | 1     | ACB        | 7     | 7             | 20-16         | 1-2      | Quarts de final                | Quarts de final   | 2                  | Eurocup Basketball | Quarts de final      |        |        | SF     |
| 2021-22 | 1     | ACB        | 3     | 4             | 22-12         | 3-4      | Semifinals                     | Quarts de final   | 2                  | Eurocup Basketball | Vuitens de final     |        |        | SF     |
| 2022-23 | 1     | ACB        | 4     | 7             | 19-14         | 3-3      | Semifinals                     | Semifinals        | 2                  | Eurocup Basketball | Semifinals           |        |        | F      |
| 2023-24 | 1     | ACB        | 10    | 10            | 16-18         |          |                                |                   | 2                  | Eurocup Basketball | Quarts de final      |        |        | 3r     |
| 2024-25 | 1     | ACB        |       |               |               |          |                                |                   |                    |                    |                      |        |        |        |

## Plantilla 2024-25
Plantilla corresponent a la temporada 2024-25:

## Presidents

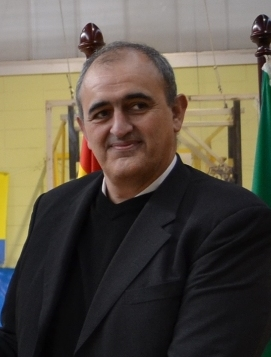
Juanan Morales, actual president del club.

Diversos han estat els presidents del club badaloní al llarg dels seus anys d'història. El primer president del club segons l'acta fundacional va ser Mario Cuixart i Borbonet, un dels fundadors de la Penya Spirit of Badalona. Amb ell, setze són les persones que han dirigit el club verd-i-negre en un moment o altre. Entre tots ells destaquen noms com Antoni Viñallonga president l'any 1967, any en què es va guanyar la primera lliga; Lluís Conesa, el president més llorejat de la història del club, president quan es va assolir la Copa d'Europa de 1994, convertint la Penya en el primer club català a obtenir el màxim títol europeu; o Jordi Villacampa, que va fer possible que jugadors com Ricky Rubio o Rudy Fernández portessin novament el club al més alt del panorama esportiu.
Des del 25 d'abril de 2017, el president de l'entitat és Juanan Morales, ex-jugador del Joventut entre 1987 i 1995.

## Jugadors destacats
- Marcel·lí Maneja
- Josep Brunet
- Jordi Masferrer
- Josep Lluís Cortés
- Enric Margall
- Francesc Buscató
- Narcís Margall
- Alfons Martínez
- Lluís Miquel Santillana
- Josep Maria Margall
- Zoran Slavnić
- Joe Galvin
- Jordi Villacampa
- Juanan Morales
- Ferran Martínez i Garriga
- Reggie Johnson
- Rafael Jofresa
- Tomàs Jofresa
- Harold Pressley
- Mike Smith
- Corny Thompson
- Andre Turner
- Tanoka Beard
- Ivan Corrales
- Elmer Bennett
- Rudy Fernández
- Ricky Rubio
- Pau Ribas
- Demond Mallet
- Lubos Barton
- Tariq Kirksay
- Sitapha Savané
- Sergi Vidal
- Albert Miralles
- Nicolás Laprovittola
- Nenad Dimitrijevic
- Ante Tomic
- Albert Ventura
- Andrés Feliz

### Dorsals retirats

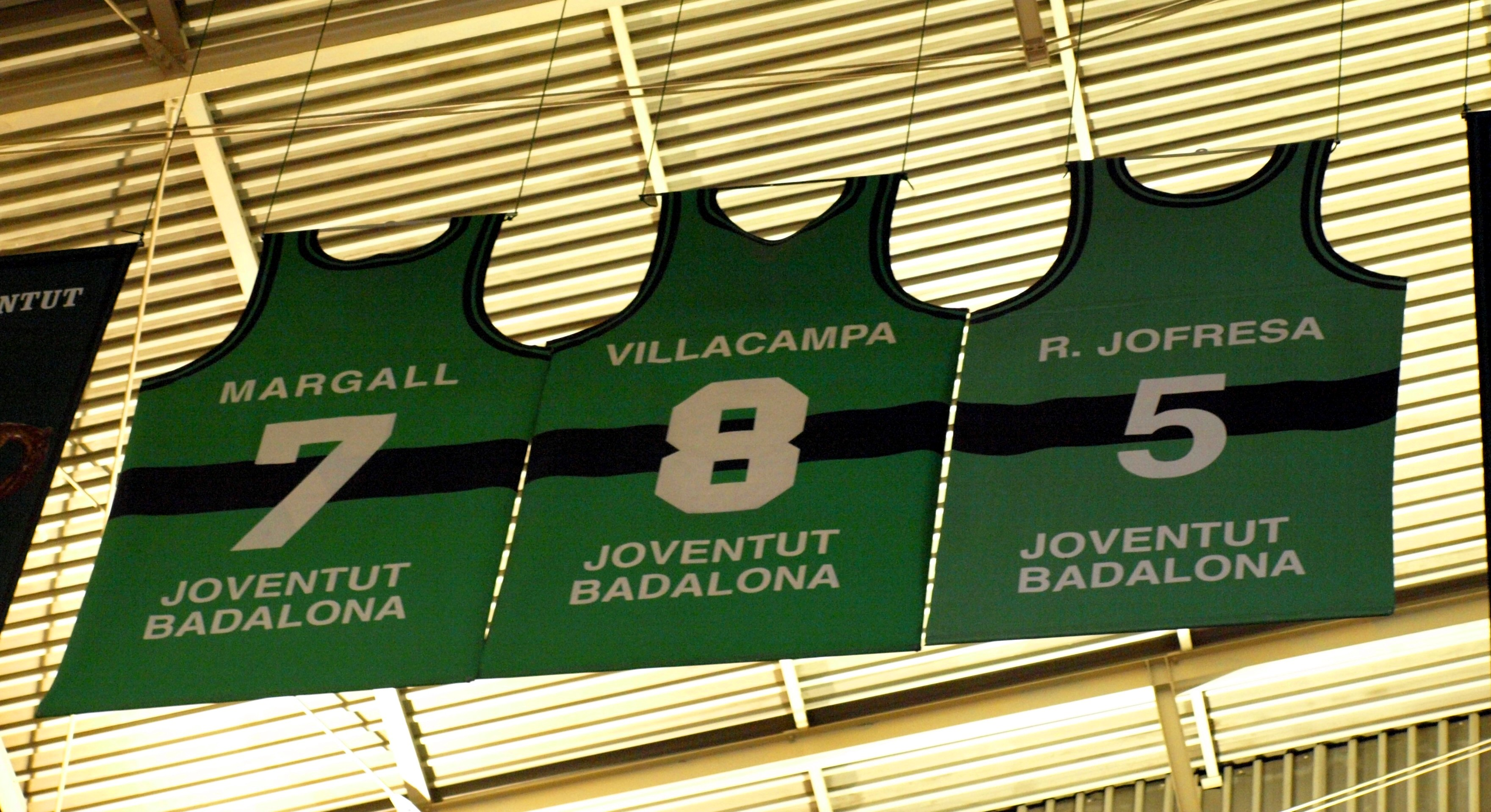
Dorsals retirats

Al sostre del Pavelló Olímpic es poden veure tres samarretes del Joventut amb els dorsals 5, 7 i 8. Són els dorsals retirats en honor dels darrers jugadors que els van dur a la samarreta: el 5 per Rafa Jofresa, el 7 per Josep Maria Margall i el 8 per Jordi Villacampa.
Jofresa (1983–1996 i 1999–2003) va dur la samarreta del primer equip del Joventut durant 17 temporades, formant part de l'equip que va guanyar l'Euroliga de 1994, el títol més destacat del setze que va aconseguir a la Penya. Tot i això, Rudy Fernàndez va dur també el número 5 un temps després. El petit dels Margall (1972–1990), conegut també com "el Matraco", va jugar 18 temporades al primer equip de la Penya aconseguint onze títols, entre els quals destaquen les dues copes Korać del club. Villacampa (1979–1997) va guanyar tants títols com temporades va jugar al primer equip: 18, entre els quals destaquen l'Eurolliga i dues Korać.

## Entrenadors
- Xavier Estruch (1939-1941 i 1944-1946)
- Luis Antoja (1941-1943)
- Gironès (1943-1944)
- Vicenç Lleal (1946-1947)
- Josep Tomàs (1947)
- Josep Vila (1947-1950)
- Josep Maria Costa (1950-1951)
- Josep Grau Mas (1951-1953 i 1959-1961)
- Joaquim Broto (1953-1955, 1956-1958 i 1961)
- J. Jiménez (1955-1956)
- Rafael Murgadas (1958-1959)
- Joan Canals (1961)
- Antonio Molina (1961-1963 i 1964)
- Albert Gasulla (1963-1964)
- Eduard Kucharski (1964-1969 i 1975-1976)
- Josep Lluís Cortés (1969-1972, 1973-1975 i 1979-1980)
- Clinton Morris (1972-1973)
- Josep Maria Meléndez (1976-1977)
- Antoni Serra (1977-1979)
- Manel Comas (1980-1982 i 2000-2003)
- Joaquim Costa (1982 i 1995)
- Jack Schrader (1982-1983)
- Aíto García Reneses (1983-1985 i 2003-2008)
- Miquel Nolis (1985-1986 i 1995)
- Alfred Julbe (1986-1989 i 1996-2000)
- Herb Brown (1989-1990)
- Pedro Martínez (1990 i 1994-1995)
- Lolo Sainz (1990-1993)
- Zeljko Obradovic (1993-1994)
- Zoran Slavnic (1995-1996)
- Josep Maria Izquierdo (2000-2001)
- Sito Alonso (2008-2009)
- Pepu Hernández (2009-2011)
- Salva Maldonado[62] (2011-2016)
- Diego Ocampo (2016-2018)
- Carles Duran (2018-2024)
- Dani Miret (2024-actualitat)